# Campionato mondiale Supersport 300 2024
Il campionato mondiale Supersport 300 2024 è l'ottava edizione del campionato mondiale Supersport 300.

## Stagione
Il campionato inizia nel fine settimana del 23/24 marzo presso il Circuito di Catalogna e termina domenica venti ottobre con gara due presso il Circuito di Jerez per un totale di otto Gran Premi disputati tutti in doppia prova. Rispetto alle annate precedenti vi è in questa stagione, un'importante novità legata allo schieramento di partenza in gara due. Analogamente a quanto già intrapreso in Australia nella categoria Supersport, durante la seconda prova i piloti non si schierano più col tempo ottenuto nelle qualifiche ma, per le prime nove posizioni, in base alle prestazioni sul giro in gara uno: il pilota che ottiene il giro più veloce in gara uno parte al primo posto, chi ottiene il secondo miglior giro parte secondo e così via. Il campione del mondo in carica Jeffrey Buis lascia il team MTM per gareggiare con la KTM del team Freudenberg-Paligo Racing; il suo posto viene preso dall'italiano Mirko Gennai. Torna a gareggiare a tempo pieno anche Galang Hendra Pratama, primo indonesiano a vincere una gara mondiale, ingaggiato da ProGP Racing.
Campionato caratterizzato da un grande equilibrio, con nove piloti vincitori di almeno una gara così come per i costruttori: tutti ottengono almeno un successo tra cui la storica prima affermazione di Kove in gara due a Jerez. A guidare la classifica, fino al Gran premio di Most, è Iñigo Iglesias (campione in carica della categoria nell'IDM) con un ruolino di marcia fatto di cinque piazzamenti a podio in otto gare. Lo spagnolo, col doppio ritiro di Portimão, cede il primato all'olandese Loris Veneman. Negli ultimi tre Gran Premi emerge l'esordiente Aldi Satya Mahendra che, grazie alla costanza dei risultati, vince il titolo con oltre venti punti di margine. La classifica costruttori va a Kawasaki, per la sesta volta in otto edizioni fin qui disputate, con dieci vittorie stagionali.

## Piloti partecipanti
Tutte le motociclette in competizione sono equipaggiate con pneumatici forniti dalla Pirelli.
| Nº | Pilota                | Squadra                               | Motocicletta       |
| -- | --------------------- | ------------------------------------- | ------------------ |
| 1  | Jeffrey Buis          | Freudenberg KTM-Paligo Racing         | KTM RC 390 R       |
| 4  | Emanuele Cazzaniga    | Racestar                              | Yamaha YZF-R3      |
| 5  | Matteo Bonetti        | MRT Corse                             | Kawasaki Ninja 400 |
| 7  | Loris Veneman         | MTM Kawasaki                          | Kawasaki Ninja 400 |
| 8  | Bruno Ieraci          | ProDina Kawasaki Racing               | Kawasaki Ninja 400 |
| 9  | Emiliano Ercolani     | Yamaha Motoxracing                    | Yamaha YZF-R3      |
| 11 | Filip Novotny         | Accolade Smrž Racing BGR              | Kawasaki Ninja 400 |
| 12 | Dylan Czarkowski      | Racing DC                             | Yamaha YZF-R3      |
| 13 | Roberto Fernández     | Arco Motor University                 | Yamaha YZF-R3      |
| 14 | Kavin Quintal         | Team #109 Kawasaki                    | Kawasaki Ninja 400 |
| 16 | Uriel Hidalgo         | Deza-Box 77 Racing                    | Kawasaki Ninja 400 |
| 17 | Ruben Bijman          | Flembbo-Pl Performances               | Kawasaki Ninja 400 |
| 18 | Varis Fleming         | Flembbo-Pl Performances               | Kawasaki Ninja 400 |
| 19 | Nicola Plazzi         | MGIM Corse                            | Kawasaki Ninja 400 |
| 22 | Marc García           | China Racing                          | Kove 321RR         |
| 23 | Samuel Di Sora        | Arco Motor University                 | Yamaha YZF-R3      |
| 23 | Samuel Di Sora        | Fusport-RT Motorsport by SKM-Kawasaki | Kawasaki Ninja 400 |
| 24 | Michael Agazzi        | MS Racing                             | Yamaha YZF-R3      |
| 24 | Michael Agazzi        | Arco Motor University                 | Yamaha YZF-R3      |
| 25 | Mattia Martella       | Kawasaki GP Project                   | Kawasaki Ninja 400 |
| 26 | Mirko Gennai          | MTM Kawasaki                          | Kawasaki Ninja 400 |
| 27 | Christopher Clark     | Accolade Smrž Racing BGR              | Kawasaki Ninja 400 |
| 29 | Giacomo Zannini       | ProDina Kawasaki Racing               | Kawasaki Ninja 400 |
| 31 | Elia Bartolini        | Yamaha Motoxracing                    | Yamaha YZF-R3      |
| 33 | Gonzalo Sanchez       | Arco Motor University                 | Yamaha YZF-R3      |
| 33 | Senna Van den Hoven   | Molenaar Racing                       | Kawasaki Ninja 400 |
| 38 | David Salvador        | MS Racing                             | Yamaha YZF-R3      |
| 39 | Juan Risueno          | Kawasaki GP Project                   | Kawasaki Ninja 400 |
| 41 | Raffaele Tragni       | AG Motorsport Italia Yamaha           | Yamaha YZF-R3      |
| 43 | Marco Gaggi           | BrCorse                               | Yamaha YZF-R3      |
| 44 | Sullivan Mounsey      | Accolade Smrž Racing BGR              | Kawasaki Ninja 400 |
| 47 | Fenton Seabright      | Kawasaki GP Project                   | Kawasaki Ninja 400 |
| 48 | Julio García          | China Racing                          | Kove 321RR         |
| 50 | Carter Thompsom       | Fusport-RT Motorsport by SKM-Kawasaki | Kawasaki Ninja 400 |
| 53 | Petr Svoboda          | Fusport-RT Motorsport by SKM-Kawasaki | Kawasaki Ninja 400 |
| 55 | Unai Calatayud        | Arco Motor University                 | Yamaha YZF-R3      |
| 56 | Galang Hendra Pratama | ProGP Racing                          | Yamaha YZF-R3      |
| 57 | Aldi Satya Mahendra   | BrCorse                               | Yamaha YZF-R3      |
| 58 | Iñigo Iglesias        | Fusport-RT Motorsport by SKM-Kawasaki | Kawasaki Ninja 400 |
| 61 | Dinis Borges          | Speed Master Racing Team              | Kawasaki Ninja 400 |
| 62 | Kevin Fontainha       | Yamaha MS Racing/AD78 Latin America   | Yamaha YZF-R3      |
| 66 | Phillip Tonn          | Freudenberg KTM-Paligo Racing         | KTM RC 390 R       |
| 69 | Oliver Svendsen       | Freudenberg KTM-Paligo Racing         | KTM RC 390 R       |
| 71 | Iván Hernández        | Deza-Box 77 Racing                    | Kawasaki Ninja 400 |
| 74 | Antonio Torres        | MS Racing                             | Yamaha YZF-R3      |
| 74 | Antonio Torres        | ProDina Kawasaki Racing               | Kawasaki Ninja 400 |
| 77 | José Osuna Sáez       | Deza-Box 77 Racing                    | Kawasaki Ninja 400 |
| 79 | Tomas Alonso          | Pons Motorsport Italika Racing        | Kawasaki Ninja 400 |
| 80 | Gustavo Manso         | Yamaha MS Racing/AD78 Latin America   | Yamaha YZF-R3      |
| 85 | Kevin Sabatucci       | Flembbo-Pl Performances               | Kawasaki Ninja 400 |
| 86 | Daniel Turecek        | Rohac & Fejta Motoracing Team         | Kawasaki Ninja 400 |
| 88 | Daniel Mogeda         | Team #109 Kawasaki                    | Kawasaki Ninja 400 |
| 91 | Matteo Vannucci       | PATA Yamaha AG Motorsport Italia      | Yamaha YZF-R3      |
| 99 | Humberto Maier        | MS Racing                             | Yamaha YZF-R3      |

| Legenda            |
| ------------------ |
| Pilota wildcard    |
| Pilota sostitutivo |

## Calendario
| Nº | Data              | Gran Premio | Circuito    | Pole Position       | Vincitore gara 1 | Vincitore gara 2    | Leader del Campionato | Resoconto |
| -- | ----------------- | ----------- | ----------- | ------------------- | ---------------- | ------------------- | --------------------- | --------- |
| 1  | 23 e 24 marzo     | Catalogna   | Catalogna   | Julio García        | Jeffrey Buis     | Iñigo Iglesias      | Iñigo Iglesias        | Resoconto |
| 2  | 20 e 21 aprile    | Paesi Bassi | Assen       | Fenton Seabright    | Daniel Mogeda    | Daniel Mogeda       | Daniel Mogeda         | Resoconto |
| 3  | 15 e 16 giugno    | Italia      | Misano      | Daniel Mogeda       | Iñigo Iglesias   | Aldi Satya Mahendra | Iñigo Iglesias        | Resoconto |
| 4  | 20 e 21 luglio    | Rep. Ceca   | Most        | Loris Veneman       | Loris Veneman    | Loris Veneman       | Iñigo Iglesias        | Resoconto |
| 5  | 10 e 11 agosto    | Portogallo  | Portimão    | Loris Veneman       | Mirko Gennai     | Mirko Gennai        | Loris Veneman         | Resoconto |
| 6  | 7 e 8 settembre   | Francia     | Magny-Cours | Aldi Satya Mahendra | Unai Calatayud   | Jeffrey Buis        | Aldi Satya Mahendra   | Resoconto |
| 7  | 28 e 29 settembre | Aragona     | Aragón      | Loris Veneman       | Iñigo Iglesias   | Mirko Gennai        | Aldi Satya Mahendra   | Resoconto |
| 8  | 19 e 20 ottobre   | Spagna      | Jerez       | Carter Thompson     | David Salvador   | Julio García        | Aldi Satya Mahendra   | Resoconto |

## Classifiche

### Classifica Piloti
| Pos. | Pilota                | Moto              |     |     |     |     |     |     |     |     |     |     |     |     |     |     |     |     | P.ti |
| ---- | --------------------- | ----------------- | --- | --- | --- | --- | --- | --- | --- | --- | --- | --- | --- | --- | --- | --- | --- | --- | ---- |
| 1    | Aldi Satya Mahendra   | Yamaha            | 2   | 8   | 8   | 11  | 2   | 1   | 8   | 3   | 6   | 8   | 2   | 3   | 5   | 2   | 3   | 6   | 221  |
| 2    | Loris Veneman         | Kawasaki          | 5   | 15  | 5   | 2   | 7   | 12  | 1   | 1   | 4   | 2   | 16  | 4   | 3   | 5   | 6   | 5   | 200  |
| 3    | Iñigo Iglesias        | Kawasaki          | 13  | 1   | 3   | 4   | 1   | 3   | 5   | 2   | Rit | Rit | 7   | Rit | 1   | 18  | Inf | Inf | 163  |
| 4    | Julio García          | Kove              | Rit | 2   | Rit | 10  | Rit | 19  | 20  | 7   | 9   | 3   | 8   | 8   | 2   | 4   | 2   | 1   | 152  |
| 5    | Jeffrey Buis          | KTM               | 1   | 17  | Rit | NP  | 6   | 2   | 21  | Rit | 7   | 7   | 4   | 1   | 9   | 8   | 18  | 10  | 132  |
| 6    | Marc García           | Kove              | 7   | 18  | 9   | Rit | 4   | 9   | 2   | 12  | 3   | 4   | 14  | 5   | 20  | 11  | 7   | 3   | 132  |
| 7    | Mirko Gennai          | Kawasaki          | 6   | 12  | Rit | Rit | 3   | 10  | 4   | Rit | 1   | 1   | Rit | 14  | 11  | 1   | 17  | Rit | 131  |
| 8    | Galang Hendra Pratama | Yamaha            | Rit | 7   | 6   | 5   | Rit | 4   | 13  | 8   | 8   | 17  | 3   | 2   | 4   | Rit | 8   | 8   | 127  |
| 9    | Marco Gaggi           | Yamaha            | 9   | 10  | 10  | 7   | 11  | 5   | 12  | 6   | 10  | 9   | Rit | 12  | 10  | Rit | 5   | 12  | 96   |
| 10   | José Osuna Sáez       | Kawasaki          | 22  | 13  | Rit | 12  | 5   | 7   | 7   | 9   | 11  | 11  | 24  | 7   | 8   | 3   | 27  | 7   | 95   |
| 11   | Daniel Mogeda         | Kawasaki          | Rit | 4   | 1   | 1   | Rit | NP  | Inf | Inf | 13  | 6   | 11  | Rit | 12  | Rit | 16  | 18  | 85   |
| 12   | David Salvador        | Yamaha            | 12  | 16  | Rit | 22  | 9   | 6   | 10  | 5   | 14  | Rit | 25  | Rit |     |     | 1   | 4   | 78   |
| 13   | Elia Bartolini        | Yamaha            | 11  | 21  | 16  | 6   | Rit | 8   | 16  | 10  | 5   | 5   | Rit | 9   | 17  | 15  | 15  | 13  | 63   |
| 14   | Carter Thompson       | Kawasaki          |     |     |     |     |     |     | 3   | Rit | 2   | 13  |     |     | 6   | 10  | 9   | Rit | 62   |
| 15   | Unai Calatayud        | Yamaha            | Rit | 6   | 2   | Rit | 14  | 20  | 19  | Rit | 20  | 24  | 1   | 15  | 24  | Rit | 29  | 23  | 58   |
| 16   | Bruno Ieraci          | Kawasaki          | Rit | 3   | Rit | 8   | 12  | 13  | 11  | 4   | 21  | 12  | 23  | 18  | NP  | 13  |     |     | 56   |
| 17   | Petr Svoboda          | Kawasaki          | 4   | 5   | 4   | 3   | Rit | NP  | Inf | Inf | Inf | Inf | Inf | Inf | Inf | Inf | Inf | Inf | 53   |
| 18   | Antonio Torres        | Yamaha e Kawasaki |     |     |     |     |     |     |     |     |     |     |     |     | 13  | 9   | 4   | 2   | 43   |
| 19   | Matteo Vannucci       | Yamaha            | 14  | 19  | Rit | NP  | 8   | Rit | Rit | Rit | 30  | 14  | 9   | 10  | 14  | 7   | 10  | Rit | 42   |
| 20   | Samuel Di Sora        | Yamaha e Kawasaki | 3   | 9   | Rit | 9   | 16  | Rit | Rit | 15  | Rit | 21  | 13  | 20  |     |     |     |     | 34   |
| 21   | Phillip Tonn          | KTM               | Rit | 29  | 12  | 13  | 19  | 16  | 30  | 16  | 12  | 22  | 10  | 6   | 18  | 12  | Rit | 14  | 33   |
| 22   | Humberto Maier        | Yamaha            |     |     |     |     |     |     | 9   | 14  | 16  | 16  | 5   | 11  | Rit | 16  | 11  | 15  | 31   |
| 23   | Gustavo Manso         | Yamaha            | 20  | 31  | 15  | 15  | 10  | Rit | 18  | Rit | 23  | 17  | 22  | 19  | 7   | 6   | 12  | Rit | 31   |
| 24   | Ruben Bijman          | Kawasaki          | 8   | 11  | 7   | Rit | 18  | 17  | Rit | 11  | 19  | 23  | Rit | 18  | 21  | 22  | 20  | 19  | 27   |
| 25   | Emiliano Ercolani     | Yamaha            | 26  | Rit | Rit | 23  | Rit | 11  | 14  | 13  | Rit | 18  | 12  | 16  | 15  | Rit | 14  | 11  | 22   |
| 26   | Fenton Seabright      | Kawasaki          | 25  | 14  | 13  | Rit | 13  | 14  | 17  | Rit | 18  | 10  | Rit | 27  | 16  | Rit | 13  | Rit | 19   |
| 27   | Kevin Sabatucci       | Kawasaki          | Rit | Rit | Rit | NP  |     |     |     |     | 20  | 24  | 6   | 13  | 23  | 21  | 22  | 21  | 13   |
| 28   | Oliver Svendsen       | KTM               |     |     |     |     |     |     | 6   | Rit |     |     |     |     |     |     |     |     | 10   |
| 29   | Gonzalo Sanchez       | Kawasaki          |     |     |     |     |     |     |     |     |     |     |     |     |     |     | 26  | 9   | 9    |
| 30   | Emanuele Cazzaniga    | Yamaha            | 10  | 23  |     |     |     |     |     |     |     |     |     |     |     |     |     |     | 6    |
| 31   | Kevin Fontainha       | Yamaha            | 15  | 20  | Rit | 14  | 17  | 18  | 15  | Rit | 17  | 15  | 15  | 21  | 19  | 17  | 23  | 25  | 6    |
| 32   | Dylan Czarkowski      | Yamaha            |     |     | 11  | 21  |     |     |     |     |     |     |     |     |     |     |     |     | 5    |
| 33   | Raffele Tragni        | Yamaha            | 17  | 25  | 14  | 18  | 15  | Rit | 24  | Rit | 22  | 25  | Rit | 22  | Rit | 24  | 30  | 27  | 3    |
| 34   | Sullivan Mounsey      | Kawasaki          |     |     |     |     |     |     |     |     |     |     |     |     | 25  | 14  | 32  | 20  | 2    |
| 35   | Tomas Alonso          | Kawasaki          |     |     |     |     |     |     |     |     | 15  | 19  |     |     |     |     | 19  | 16  | 1    |
| 36   | Iván Hernández        | Kawasaki          | 18  | 22  | 22  | Rit | 22  | 15  | NP  | NP  | 26  | 26  | 21  | 23  | 26  | 25  | 25  | 22  | 1    |
| NC   | Michael Agazzi        | Yamaha            | 16  | 27  | 17  | Rit | Rit | 26  |     |     |     |     | 17  | 25  |     |     |     |     | 0    |
| -    | Giacomo Zannini       | Kawasaki          | 21  | 28  | 21  | 16  | Rit | 21  | 26  | 19  | 25  | 28  | 19  | 26  | 27  | 20  | 28  | 26  | 0    |
| -    | Filip Novotny         | Kawasaki          | 23  | 24  | 18  | 17  | 21  | 25  | 22  | 17  | 27  | 29  | 18  | Rit | 22  | 19  | 21  | 24  | 0    |
| -    | Juan Risueno          | Kawasaki          |     |     |     |     |     |     |     |     |     |     |     |     |     |     | 24  | 17  | 0    |
| -    | Christopher Clark     | Kawasaki          | 24  | 30  | Rit | 20  | 25  | 27  | 23  | 18  | 29  | 31  |     |     |     |     |     |     | 0    |
| -    | Mattia Martella       | Kawasaki          | 19  | 26  | 19  | Rit | 24  | 24  | 27  | 22  | 28  | 30  | 20  | 24  |     |     |     |     | 0    |
| -    | Senna Van den Hoven   | Kawasaki          |     |     | 20  | 19  |     |     |     |     |     |     |     |     |     |     |     |     | 0    |
| -    | Matteo Bonetti        | Kawasaki          |     |     |     |     | 20  | 22  |     |     |     |     |     |     |     |     |     |     | 0    |
| -    | Kavin Quintal         | Kawasaki          |     |     |     |     |     |     | 29  | 21  |     |     |     |     |     |     |     |     | 0    |
| -    | Nicola Plazzi         | Kawasaki          |     |     |     |     | 23  | 23  |     |     |     |     |     |     |     |     |     |     | 0    |
| -    | Uriel Hidalgo         | Kawasaki          |     |     |     |     |     |     |     |     |     |     |     |     | 29  | 23  |     |     | 0    |
| -    | Roberto Fernández     | Yamaha            |     |     |     |     |     |     |     |     |     |     |     |     | 28  | Rit | 31  | 28  | 0    |
| -    | Daniel Turecek        | Kawasaki          |     |     |     |     |     |     | 28  | Rit |     |     |     |     |     |     |     |     | 0    |
| -    | Varis Fleming         | Kawasaki          |     |     |     |     | Rit | Rit |     |     |     |     |     |     |     |     |     |     | 0    |
| Pos  | Pilota                | Moto              |     |     |     |     |     |     |     |     |     |     |     |     |     |     |     |     | P.ti |

| Legenda | 1º posto        | 2º posto            | 3º posto           | A punti      | Senza punti        | Grassetto – Pole position Corsivo – Giro più veloce |
| Legenda | Gara non valida | Non qual./Non part. | Ritirato/Non class | Squalificato | '-' Dato non disp. | Grassetto – Pole position Corsivo – Giro più veloce |

### Sistema di punteggio
| Pos.  | 1  | 2  | 3  | 4  | 5  | 6  | 7 | 8 | 9 | 10 | 11 | 12 | 13 | 14 | 15 | 16> |
| Punti | 25 | 20 | 16 | 13 | 11 | 10 | 9 | 8 | 7 | 6  | 5  | 4  | 3  | 2  | 1  | 0   |

### Costruttori
| Pos. | Costruttore | Motocicletta |   |    |    |    |   |   |   |    |   |   |   |   |   |   |    |    | P.ti |
| ---- | ----------- | ------------ | - | -- | -- | -- | - | - | - | -- | - | - | - | - | - | - | -- | -- | ---- |
| 1    | Kawasaki    | Ninja 400    | 4 | 1  | 1  | 1  | 1 | 3 | 1 | 1  | 1 | 1 | 6 | 4 | 1 | 1 | 4  | 2  | 335  |
| 2    | Yamaha      | YZF-R3       | 2 | 6  | 2  | 5  | 2 | 1 | 8 | 3  | 5 | 5 | 1 | 2 | 4 | 2 | 1  | 4  | 268  |
| 3    | Kove        | 321RR        | 7 | 2  | 9  | 10 | 4 | 9 | 2 | 7  | 3 | 3 | 8 | 5 | 2 | 4 | 2  | 1  | 220  |
| 4    | KTM         | RC 390 R     | 1 | 17 | 12 | 13 | 6 | 2 | 6 | 16 | 7 | 7 | 4 | 1 | 9 | 8 | 18 | 10 | 149  |